# Armour Piercing Discarding Sabot

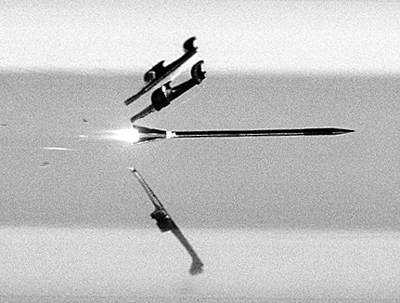
Střela APFSDS krátce po výstřelu

Podkaliberní střely APDS (Armour Piercing Discarding Sabot) nebo také APDSFS (Armour Piercing Discarding Sabot Fin Stabilised – průbojná střela s oddělitelným vodícím pouzdrem stabilizovaná křidélky) jsou střely stabilizované křidélky a nikoliv rotací, což je předurčuje zejména pro užití v tankových kanónech s hladkým vývrtem.

## Základní popis
Střela se skládá z podkaliberní průbojné střely se stabilizátorem (stopovkou) a oddělitelných segmentů s plastovou těsnicí obroučkou, které vedou a těsní střelu v hlavni. Segmenty se po opuštění hlavně oddělí od podkaliberní střely, která pokračuje dál v letu na cíl.
Podkaliberní střely probíjí pancíř svou kinetickou energií, získanou při výstřelu. Zatímco hmotnost střely je srovnatelná se standardní municí, při dopadu působí na podstatně menší plochu pancíře. Pro lepší účinek v cíli se některé střely vyrábějí lehčí než standardní munice, čímž je dosaženo vysoké úsťové rychlosti (až 2000 m/s), malý úbytek rychlosti na dráze letu díky malému čelnímu průřezu, a vysoké průřezové zatížení při probíjení pancíře. Nicméně střela na větší vzdálenost ztrácí svoji rychlost a tím i účinek, proto se na větší vzdálenost používají střely s kumulativní náloží. Energie potřebná k urychlení oddělitelných segmentů se nepodílí na probíjení pancíře a je ztrátová – proto musí mít segmenty minimální hmotnost a u kvalitních střel činí méně než 30 % hmotnosti střely.
Materiál použitý na těla APDS musí mít vhodné mechanické vlastnosti – vysokou pevnost a vysokou houževnatost. Důvodem je velké namáhání osovými i radiálními silami v hlavni při výstřelu. Zrychlení v hlavni dosahuje až 1100 m/s². Radiální síly jsou vyvolávány kmitáním hlavně, nesouosostí střely s osou hlavně a u drážkovaných hlavní navíc odstředivými silami.

## Vývoj APDSFS
Nejběžněji používané materiály na APDF jsou wolfram (W) a ochuzený uran (OU), a to ve formě slitin.
1. generace: Střely (M735, BM32, BM42 atd.) měly buď ocelové, wolframové (W) nebo uranové (OU) jádro (střely BM1 až BM22 ráže 100-125 mm) uložené do pouzdra z vysoce pevné oceli.
2. generace: Střely (DM13, M111) jsou již monolitické z W nebo OU. Materiál neměl potřebné vlastnosti, protože střely byly krátké s větším průměrem. Poměr délky střely k jejímu průměru (L/D), nazývaný koeficient štíhlosti, u této generace činil 12–15.
3. generace: Střely (např. DM33) jsou štíhlejší. Poměr D/L dosahuje hodnot 15–25. Průměr se snížil na 22–25 mm.
4. generace: Střely (OLF 120F, M829, XM900) mají D/L větší než 25. Vzhledem k délce jsou citlivější na lom na šikmých pancířích či dynamických pancířích.

## Materiál na APDSFS

### Wolframové slitiny
Termín wolframová slitina není zcela přesný, neboť se vlastně jedná o kuličky čistého wolframu spojené matricí, tvořené slitinou W-Fe-Ni. Vlastnosti materiálu mohou být modifikovány dalšími prvky.
Zpravidla slitina obsahuje cca 92,5 % W, 5 % Ni a 2,5 % Fe, případně další prvky (kobalt). Pevnost je cca 1 300 MPa. Tyčové polotovary se zpracovávají třískovým obráběním.

### Ochuzený uran
Ochuzený uran je odpadní surovinou v procesu obohacováni palivového uranu v jaderné energetice. Jaderné velmoci ho mají tedy dostatek. V mírovém průmyslu slouží jako materiál pro výrobu ochranných kontejnerů pro radioaktivní zářiče nebo jako vyvažovací zátěže u letadel a lodí.
Jako zářič je nebezpečný pro pokožku (sliznice), při požití a vdechnutí. Kromě radiace má i toxické účinky.
Má vysokou měrnou hmotnost – 18–19 kg/dm3. Samotný OU nemá potřebné mechanické vlastnosti. Požadované pevnosti se dosahuje legováním titanem (0,75 %), v malém množství kovy vzácných zemin. OU je nutno pro jeho pyroforičnost zpracovávat ve vakuových pecích. Obrobitelnost je snadnější než u wolframových materiálů.

## Porovnání střel s W a OU
Velmi často je zdůrazňována ekologická toxicita OU a je pomíjeno jiné, vojenské hledisko. Ochuzený uran má při jinak stejných podmínkách (geometrický tvar střely, dopadová rychlost) vyšší výkon. Wolframové střely probíjejí pancíř pouze působením kinetické energie. U uranových dochází k exotermické reakci s ocelí pancíře a vzniku nízkotavitelného eutektika (teplota tání cca 750 °C). Tento jev podporuje probíjení pancíře.
Hlavním ničivým faktorem po proniknutí střely z OU do tanku je jeho pyroforičnost. Při průniku je střela rozdrcena na různě velké části včetně prachu nebo roztavených kapiček eutektika. Nejmenší částice po vniknutí do tanku prudce reagují s kyslíkem (lze přirovnat k zapálení rozptýleného uhelného prachu) a vyvolají v uzavřeném prostoru přetlak 1,4-1,9 MPa. Následky pro posádku a střelivo ve vozidle jsou zřejmé.
Větší části jsou rozžhaveny, pomalu doutnají a stávají se dlouhodobými ohnisky požáru. V některých pramenech se udává, že vnikne-li do tanku wolframová střela, zničí tank s pravděpodobností 60 %, u střel z OU je to téměř 100 %.